# World of Subways
World of Subways est une série de jeux vidéo de simulation débutée en 2008 portant sur la conduite de train métropolitain.

## Volume 1 - The PATH
Le premier volume est sorti fin 2008, prenant place sur une cinquantaine de kilomètres du PATH, se déroulant donc dans l'État de New York et du New Jersey.
Il existe un add-on contenant de nouvelles missions et des options additionnelles.

## Volume 2 - Berlin
Ce second volume sorti en 2009 prend place à Berlin à la ligne U7 couvrant 40 stations sur 31,8 km.

## Volume 3 - London
Le dernier volet de la série, sorti fin 2010, se passe dans le plus vieux métro du monde : l'Underground de Londres, et plus précisément sur les 54 km (double sens) de la Circle Line et ses 35 stations.

## Volume 4 - New-York
Un 4e volet prévu pour le 19 mars 2015 en dématérialisé et le 2 avril 2015 en version boîte, prendra place sur la ligne 7 du métro new-yorkais avec deux types de liaison : local et express, reliant Times Square à Flushing.